# (100284) 1995 BC14
(100284) 1995 BC14 es un asteroide perteneciente al cinturón de asteroides, descubierto el 31 de enero de 1995 por el equipo del Spacewatch desde el Observatorio Nacional de Kitt Peak, Arizona, Estados Unidos.

## Designación y nombre
Designado provisionalmente como 1995 BC14.

## Características orbitales
1995 BC14 está situado a una distancia media del Sol de 2,164 ua, pudiendo alejarse hasta 2,441 ua y acercarse hasta 1,886 ua. Su excentricidad es 0,128 y la inclinación orbital 1,535 grados. Emplea 1162 días en completar una órbita alrededor del Sol.

## Características físicas
La magnitud absoluta de 1995 BC14 es 17,1.